# 章寓之
章寓之（1469年—？年），字道充，四川嘉定縣人，明朝政治人物。

## 生平
四川鄉試第六十五名舉人。弘治十五年（1502年）中式壬戌科二甲第二十五名進士。曾官山東濟南府知府。任內修建濟南學宮講堂。正德十二年（1516年）考察，得「不謹」評語，勒令去職。

## 家族
曾祖章潮，祖章立宗，父章端，母劉氏。